# Руська Країна
Руська Країна (угор. Ruszka Krajna, чеськ. Ruská Krajina, пол. Kraj Ruski) — автономна адміністративна одиниця в Угорщині з 24 грудня 1918 по травень 1919.
До складу автономії увійшли комітати Мармарош, Угоча, Берег і Уг. Центром автономії визначено Мукачево.
Після розпаду Австро-Угорської імперії угорський уряд за активної участі Августина Волошина 24 грудня 1918 р. наділив чотири комітати з русинським (українським) населенням (Унґ, Берег, Уґоча і Мармарош) автономним статусом під цією назвою. Угорський комуністичний уряд (березень-серпень 1919 р.) зберіг назву Руська Країна.
Після приєднання Закарпаття до Чехословацької республіки назву «Руська Країна» змінено на «Підкарпатська Русь».

## Проголошення Руської Країни
Унаслідок революції айстр в Угорщині 31 жовтня — 16 листопада 1918 р. було встановлено демократичний республіканський режим.
Новий уряд під керівництвом Міхая Каройї був доволі демократичним і прагнув позбутися імперської спадщини. Одним із його політичних кроків було скасування національних обмежень у державі. На адміністративні посади у руських комітатах були призначені русини. Ужанським жупаном став Орест Сабов (згодом — Павел Легеза), березьким — Николай Кутка, мармароським — Ємиліян Зомбрій. В грудні 1918 р. в Будапешті відбувся т. зв. Руський крайовий з'їзд, який більшістю голосів оголосив про свою довіру до нової демократичної влади Угорщини. Під тиском русинського руху угорський парламент 21 грудня 1918 р. ухвалює закон № 10 «Про автономію русинського народу, що живе в Угорщині».
Цим законом проголошувалась автономна Руська Країна, до складу якої увійшли комітати Мармарош, Угоча, Берег і Унг. Передбачалось також, що заселені русинами комітати Земплін, Шариш, Абауй-Торна та Спіш можуть увійти до складу Руської Країни після підписання мирного договору між державами-учасниками Першої світової війни.
За угорським урядом залишилась «закордонна політика, військо, фінанси, державна приналежність, законодавство по лінії приватного і карного права, як також справи, що належать до господарської та соціяльної політики». Місцева влада опікувалась освітою, культурою, мовною та релігійною політиками.

## Органи влади
Законодавчим органом Руської Країни був Руський Народний Сойм, яких мали обирати згідно закону № 1 шляхом загального, таємного, рівного й безпосереднього голосування. В березні 1919 р. проведено вибори до Руського Народного Сойму і обрано 36 депутатів. В угорському парламенті автономія мала бути представлена пропорційно кількості руського населення, для чого мав бути виданий окремий закон.
Виконавчим органом Руської Країни ставало Державне намісництво на чолі з Державним намісником (місце осідку — Мукачеве). Цю посаду обіймав Августин Штефан. В Будапешті створювалось Міністерство руських справ. Його очолював теж Орест Сабо.

## Кафедра руської мови
У Будапештському університеті було відкрито кафедру руської мови на чолі із Олександром Бонкалом.

## У складі радянської республіки
Протягом березня-липня 1919 р. в Угорщині при владі перебували комуністи. Нові власті Угорщини створили Руськокраїнський народний комісаріат під управлінням народного комісара А. Штефана. Прагнучи отримати підтримку руського населення, комуністи включили усі міста і села, де налічувалося 50 і більше відсотків русинів, до Руської Країни. Проєкт Конституції Країни було оприлюднено 12 квітня 1919 року в газеті «Руська правда»; він визначав це адміністративно-територіальне утворення як "самостійний Країнський Союз, що входить на федеративних засадах до складу Радянської Республіки".
У відносинах між комуністами та Руськокраїнським народним комісаріатом існувала певна напруга. Комісар Августин Штефан зробив спробу відновити Руський Народний Сойм, однак така спроба була припинена розпуском сформованої Штефаном урядової Ради загоном озброєних робітників на чолі з Дьюлою Катко. Втім, трохи пізніше, 22 квітня, в умовах румунського наступу Камінському вдалося змістити Мукачівський діректоріум, очолюваний Яношем Галгоці, що спричинило за собою зняття частини військ з фронту (через два дні статус-кво було відновлено, Камінський арештований, а ще через чотири дні в Мукачево увійшли румуни).

## Русинська автономія в Угорщині (серпень 1919—1920р.)
Після падіння радянської влади в Будапешті (серпень 1919 р.) відновлений республіканський уряд створив Міністерство народностей з Русинським відділом, який очолював Николай Кутка. 1920 р. це міністерство було скасовано.

## У складі Угорської Радянської Республіки
Робітничі, солдатські і селянські ради почали формуватися в Австро-Угорщині вже на заключному етапі Першої світової війни (з початку 1918 року); на листопад 1918 року в Закарпатті існувало близько 500 Рад. Встановлення Радянської влади в Угорщині стимулювало стихійне розростання, у тому числі на території Закарпаття, подібних Рад на рівні сіл, міст, районів і комітатів (жуп), які, в свою чергу, обирали діректоріума (виконавчі органи влади) у складі 3-5 осіб. Комітатського поради з 5 квітня 1919 перетворювалися в окружні, включаючи три русинських — Березької (з центром в місті Мукачево), Мармароський (Хуст) і Ужанський (Середнє). Вищим органом влади у проєкті Конституції Руської Країни був крайовий з'їзд Рад, вибори в який проводилися 7 — 14 квітня, але який так і не був скликаний через падіння радянського режиму. 
Угорський радянський уряд, з метою пропаганди, також налагодив видання газет для населення Закарпаття руською (тобто українською) («Руська правда», з 6 номера «Русько-Країнська правда», — орган будапештського наркомату в справах Руської Країни, «Червона Україна» — орган української комуністичної групи, що складається з колишніх військовополонених австро-угорської армії) та угорською мовами («Ruszka Krajna», «Beregi munkás» — «Березької робітник», «Munkácsi népszava» — «Мукачівське народне слово») мовами. На фоні введення свободи віросповідання та відділення церкви від держави в Руській Країні, на відміну від решти УСР, тривала виплата державної зарплати священнослужителям.

### Припинення
16 квітня 1919 румунські війська почали вторгнення на територію Угорщини та Закарпаття, перейшовши демаркаційну лінію у напрямі міст Мармарош-Сигіт — Тячів — Хуст — Берегово. Румунська армія, маючи чисельну і матеріальну перевагу над угорською армією (окремим русинським батальйоном і Русинською Червоною дивізією (комплектація якої так і не була завершена, а значна частина була скута в містах внаслідок антикомуністичних виступів), після капітуляції Сейкейської Червоної дивізії (дислокованої в Північній Угорщині) відкрила собі шлях на Хуст, Дебрецен і Ньїредьгазу. Запеклі бої за Королево 21 квітня змусили румунів відступити до Хусту, проте після підходу підкріплення (включаючи кулеметні частини і артилерію) румуни відновили наступ і оволоділи 27 — 28 квітня містами Берегове та Мукачево.
23 квітня 1919 року в Угорщину вступили чехословацькі війська, чий наступ розвивався у двох напрямах — на Мукачеве і на Чоп, важливий залізничний вузол, за який розв'язалися запеклі бої, що тривали більше десяти днів. Загони Русинської Червоної дивізії з іншими угорськими частинами були змушені залишити територію Руської Країни після закінчення боїв у районі Чопа 3 травня 1919 року і відійти в Угорщину. Румунські війська окупували близько 65 % території Руської Країни з містами Мукачево, Хуст, Берегово і Севлюш (Виноградів); чехословаки зайняли Ужгород. Чехословацькі війська зустрілися із румунськими силами у районі Мукачева 30 квітня 1919 р.
Після чотирьох місяців спроби організації Руська Крайна припинила своє існування.

## Подальша доля
6 червня 1919 за наказом окупаційної адміністрації французького генерала Еннока на території Закарпаття вводився стан військової диктатури, що зберігався до 1923. Кілька сотень «співчуваючих большевизму» були розміщені в спеціальні табори в Ужгороді, Сігеті і Королеві.
10 вересня 1919 р. за Сен-Жерменським мирним договором територія Руської Країни («автономна територія русинів на південь від Карпат») була включена до складу Чехословацької держави.